# 1930 en mathématiques
| Années des mathématiques : 1927 - 1928 - 1929 - 1930 - 1931 - 1932 - 1933    |
| Décennies des mathématiques : 1900 - 1910 - 1920 - 1930 - 1940 - 1950 - 1960 |

Cet article présente les faits marquants de l'année 1930 en mathématiques.

## Évènements
- Le mathématicien tchécoslovaque Vojtěch Jarník développe un algorithme de calcul de l'arbre couvrant de poids minimal connu sous le nom d'algorithme de Prim[1].
- Le mathématicien polonais Kazimierz Kuratowski établit une caractérisation des graphes planaires[2].

## Prix
- Grand prix des sciences mathématiques : Georges Valiron pour ses travaux sur les fonctions analytiques ;
- Prix Poncelet : Arnaud Denjoy pour son œuvre mathématique

## Naissances
- 12 janvier : Vojislav Marić, mathématicien serbe.
- 8 février : Hans Grauert (mort en 2011), mathématicien allemand.
- 18 février : Wolfgang Smith, mathématicien, physicien, philosophe de la science, métaphysicien américain.
- 23 février : Gorō Shimura (mort en 2019), mathématicien japonais.
- 2 avril : Jean Largeault (mort en 1995), philosophe et logicien français, spécialiste de philosophie des mathématiques et défenseur de la logique intuitionniste.
- 7 avril : Robert MacArthur (mort en 1972), mathématicien et écologue américain.
- 23 avril : François Trèves, mathématicien américain.
- 29 avril : Wang Yuan (mort en 2021), mathématicien chinois.
- 11 mai : Edsger Dijkstra (mort en 2002), mathématicien et informaticien néerlandais.
- 14 mai : André Martineau (mort en 1972), mathématicien français.
- 19 mai : Rudolf Kalman (mort en 2016), mathématicien et automaticien américain d'origine hongroise.
- 28 mai : Keith William Morton, mathématicien britannique.
- 8 juin : Robert Aumann, mathématicien américano-israélien.
- 22 juin : Reinhold Remmert (mort en 2016), mathématicien allemand.
- 11 juillet : Zarko Dadic, mathématicien, historien des sciences, et astronome yougoslave.
- 15 juillet : Stephen Smale, mathématicien américain, médaille Fields en 1966.
- 22 juillet : Shreeram Shankar Abhyankar (mort en 2012), mathématicien indo-américain.
- 12 août : Jacques Tits (mort en 2021), mathématicien français, d'origine belge.
- 18 août :
  - Liviu Librescu (mort en 2007), mathématicien roumain.
  - James Munkres, mathématicien américain.
- 10 septembre :
  - Richard Montague (mort en 1971), mathématicien et philosophe américain.
  - Anatoliy Skorokhod (mort en 2011), mathématicien soviétique puis ukrainien.
- 14 septembre : Heinz-Otto Kreiss (mort en 2015), mathématicien et physicien suédois.
- 29 septembre : Michael D. Morley, mathématicien américain.
- 20 octobre : Daoxing Xia, mathématicien sino-américain.
- 24 octobre : Johan Galtung (mort en 2024), sociologue et mathématicien norvégien.
- 26 octobre : Walter Feit (mort en 2004), mathématicien américain d'origine autrichienne.
- 27 octobre :
  - Gladys West, mathématicienne américaine.
  - Gustavus J. Simmons, mathématicien et cryptographe américain.
  - Gustave Solomon (mort en 1996), mathématicien et ingénieur américain.
- 5 novembre :
  - Frank Adams (mort en 1989), mathématicien britannique.
  - Emilio Gagliardo (mort en 2008), mathématicien italien.
- 11 novembre : Hugh Everett (mort en 1982), physicien et mathématicien américain.
- 12 novembre : Norman Johnson (mort en 2017), mathématicien américain.
- 13 novembre : John Brillhart, mathématicien américain.
- 19 novembre : Paul de Faget de Casteljau, mathématicien et physicien français.
- 1er décembre : James H. Bramble, mathématicien américain.
- 2 décembre : Georges Matheron (mort en 2000), mathématicien et géologue français.
- 16 décembre : Dieter Puppe (mort en 2005), mathématicien allemand.
- 24 décembre : Shoshana Kamin, mathématicienne israélienne d'origine soviétique.
- Alain Guichardet, mathématicien français.

## Décès
- 6 janvier : Eduard Study (né en 1862), mathématicien allemand.
- 19 janvier : Frank Ramsey (né en 1903), mathématicien et logicien anglais.
- 24 janvier : Adolf Kneser (né en 1862), mathématicien allemand.
- 5 mars : Christine Ladd-Franklin (née en 1847), mathématicienne américaine.
- 18 juillet : Robert Fricke (né en 1861), mathématicien allemand.
- 14 août : Florian Cajori (né en 1859), historien des mathématiques américano-suisse.
- 28 août : Roger Liouville (né en 1856), mathématicien et ingénieur de l’armement français.
- 20 septembre : Moritz Pasch (né en 1843), mathématicien allemand.
- 24 octobre : Paul Appell (né en 1855), mathématicien français.
- 27 octobre : Ellen Hayes (née en 1851), mathématicienne américaine.
- 5 décembre : Alfred Barnard Basset (né en 1854), mathématicien anglais.
- 17 décembre : Octavio Cordero Palacios (né en 1870), mathématicien, écrivain, dramaturge, poète, inventeur et avocat équatorien.